# Wikipedija na španjolskom jeziku
Španjolska Wikipedija (španjolski:  Wikipedia en español, Wikipedia en castellano) je inačica Wikipedije na španjolskom. Započeta je 11. svibnja 2001. godine.
Trenutačno ima 1.300.000 članaka.

## Vanjske poveznice
- španjolska Wikipedija